# ブルンジ王立太鼓隊
ブルンジ王立太鼓隊（Royal Drummers of BurundiもしくはThe Drummers of Burundi）は、ブルンジの打楽器合奏隊である。彼らの演奏は誕生や葬儀、王(Mwami)の戴冠式の一部として行われる。カリェンダと呼ばれる太鼓はブルンジでは聖なる物であり、王や肥沃、再生を象徴する。王立太鼓隊は動物の皮で覆われた中空の木の幹から作られた太鼓を使う。中央の太鼓(インキラニャ)に加え、継続したビートを奏でるアマシャコや、インキラニャが作ったリズムを追うイビシキソと呼ばれる太鼓がある。
王立太鼓隊の演奏は何世紀もの間変わらず、技術と伝統は父から子へ受け継がれている。合奏参加者は交代で絶え間無くインキラニャを演奏したり、踊ったり、休憩したり、他の太鼓を演奏する。演奏開始時には、太鼓隊は重い太鼓を頭に乗せてバランスを取りつつ歌や演奏をしながら入場する。装飾用の槍や楯を持って踊る人が参加する事もある。時には歌を伴いながら一連のリズムを演奏した後、入場時と同様に太鼓を頭に乗せて演奏しながら舞台を去る。
1960年代の初め、太鼓隊は世界を演奏旅行した。少なくとも以下の4枚のアルバムが録音されている。
- Batimbo (Musiques Et Chants)(1991年発売)
- The Drummers of Burundi(1987年録音、1992年発売)
- Real World(Live at Real Worldに改名)(1993年発売)
- The Master Drummers of Burundi(1981年にLP版発売、1994年にCD版発売)